# Композиты с керамической матрицей
Композиты с керамической матрицей (англ. ceramic matrix composites) — композиты с оксидной, карбидной, нитридной или иной неорганической, неметаллической термостойкой матрицей.

## Описание
Керамики являются материалами с высоким модулем упругости, высокой температурой плавления и высокой твердостью. Из-за присущей этим материалам хрупкости основная задача, решаемая посредством формирования композитных структур на их основе, — придание конструкционному материалу трещиностойкости. В таких композитах, в том числе с волокнистым армированием, это достигается, как правило, введением в структуру композита переходных, промежуточных слоев. В известных много десятилетий так называемых твердых сплавах для режущего инструмента роль такого промежуточного слоя между частицами керамики, обеспечивающего трещиностойкость композита, играет металлическая «связка».
Армированные композиты с керамической матрицей являются одним из типов конструкционных композитов, которые применяются в качестве жаропрочных и жаростойких материалов, а также составляющих броневых элементов. Композиты, наполненные микро- и наночастицами специальных добавок, используются в режущих кромках инструментов, в качестве износостойких материалов, а также материалов пломб в стоматологии.
К рассматриваемой категории не относятся композиты с полимерной, углеродной и металлической матрицей.